# 'Ar'ar
'Ar'ar è una città dell'Arabia Saudita, capoluogo della provincia di al-Hudud al-Shamaliyya.